# A79 (Groot-Brittannië)
De A79 is een 12,1 km lange hoofdverkeersweg in Schotland.
De weg verbindt Monkton via het vliegveld Glasgow Prestwick Airport en Prestwick met de havenplaats Ayr.

## Hoofdbestemmingen
- Prestwick
- Ayr

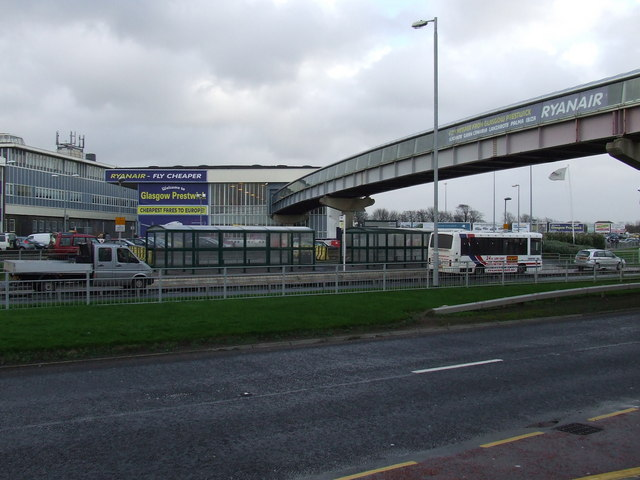
Voetbrug van het vliegveld over de weg
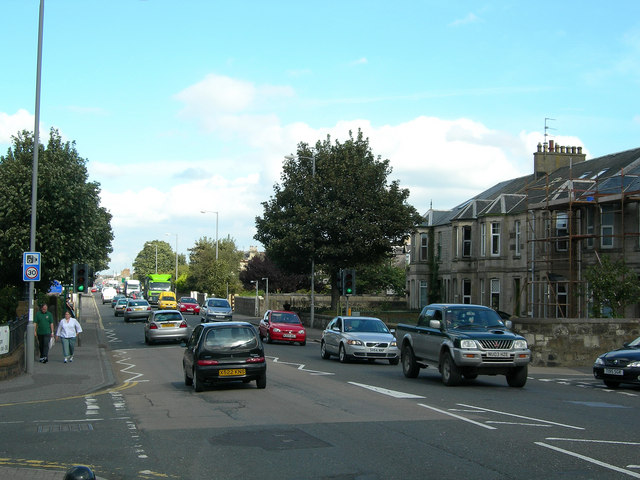
Prestwick Road, een deel van de A79, in Newton-on-Ayr